# Mendelssohn-Haus (Düsseldorf)

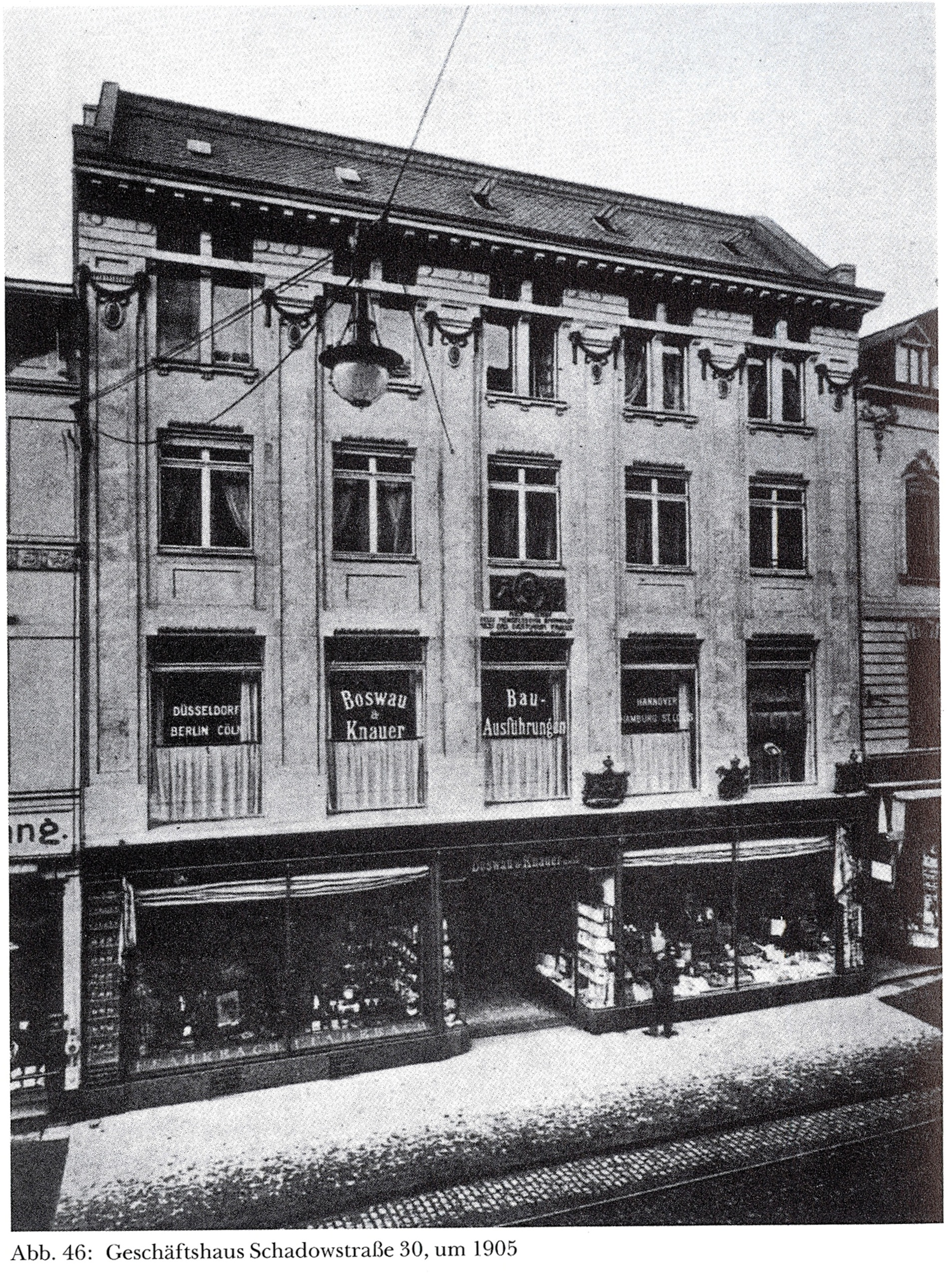
Mendelssohn-Haus (Düsseldorf)

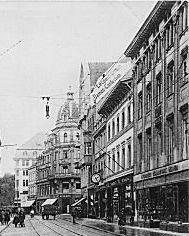
Mendelssohn-Haus (rechts)

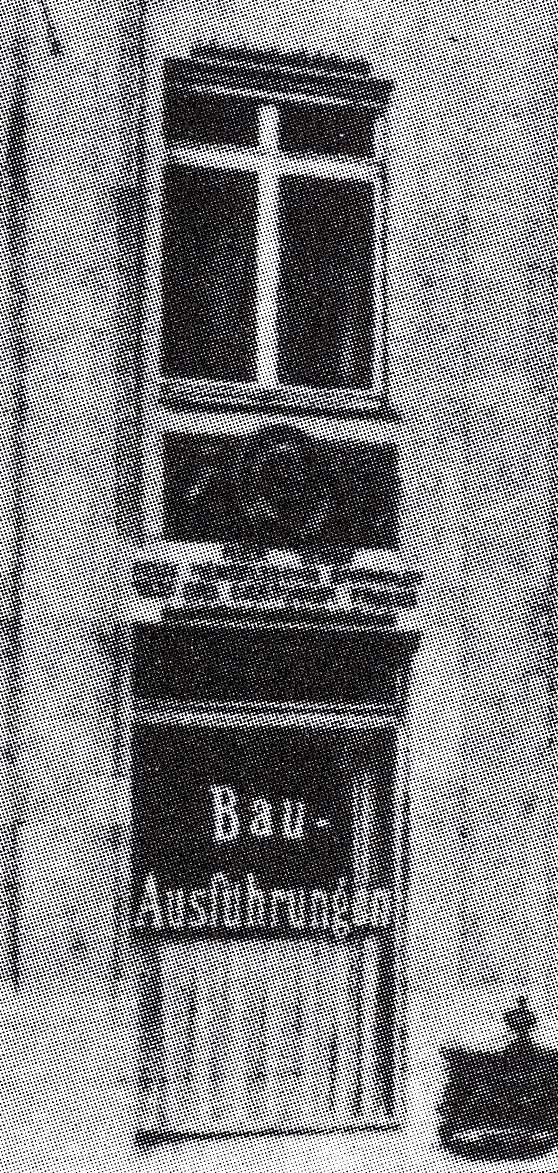
Mendelssohn-Haus, Gedenktafel

Das Mendelssohn-Haus in der Düsseldorfer Schadowstraße 30 (vor 1850 Flinger Steinweg) war ein Wohn- und Geschäftshaus, in dem der Komponist Felix Mendelssohn Bartholdy wohnte, als er im Jahre 1833 städtischer Musikdirektor von Düsseldorf war. Eine am Gebäude angebrachte Gedenktafel erinnerte an den Komponisten. Das Gebäude wurde im Zweiten Weltkrieg zerstört. Heute befindet sich dort das Haus Foto-Koch.

## Beschreibung

### Rezeption
Das Haus wird unter Berühmte Häuser in mehreren Stadtführern erwähnt, wie bei Emil Hess (Hrsg.): Fuehrer durch Duesseldorf und das Bergische Land, 2. Auflage, Düsseldorf 1902 und bei August Hofacker (Hrsg.): Neuer illustrirter Führer durch Düsseldorf und Umgebung für Einheimische und Fremde. Hermann Michels Verlag, Düsseldorf 1898.
Auch in den Düsseldorfer Adressbüchern von 1891 sowie 1900 wird das Haus an der Schadowstraße 30 als Wohnhaus von Mendelssohn-Bartholdy erwähnt.
Bei Architekten- und Ingenieur-Verein zu Düsseldorf (Hrsg.): Düsseldorf und seine Bauten. L. Schwann, Düsseldorf 1904. wird es als Mendelssohn-Haus beschrieben. Auch von Peter Hüttenberger in Die Industrie- und Verwaltungsstadt (20. Jahrhundert) Düsseldorf wurde es gewürdigt.

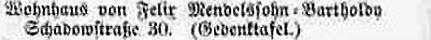
Düsseldorf Adressbuch, 1891: Wohnhaus von Felix Mendelssohn Bartholdy Schadowstraße 30 (Gedenktafel)
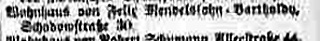
Düsseldorfer Adressbuch, 1900: Wohnhaus von Felix Mendelssohn Bartholdy Schadowstraße 30
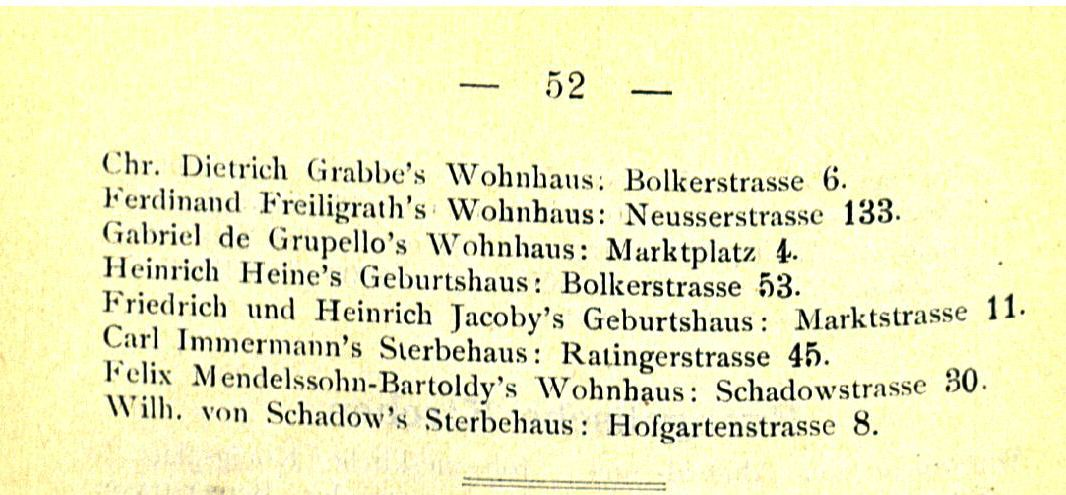
Stadtführer 1902 von Emil Hess
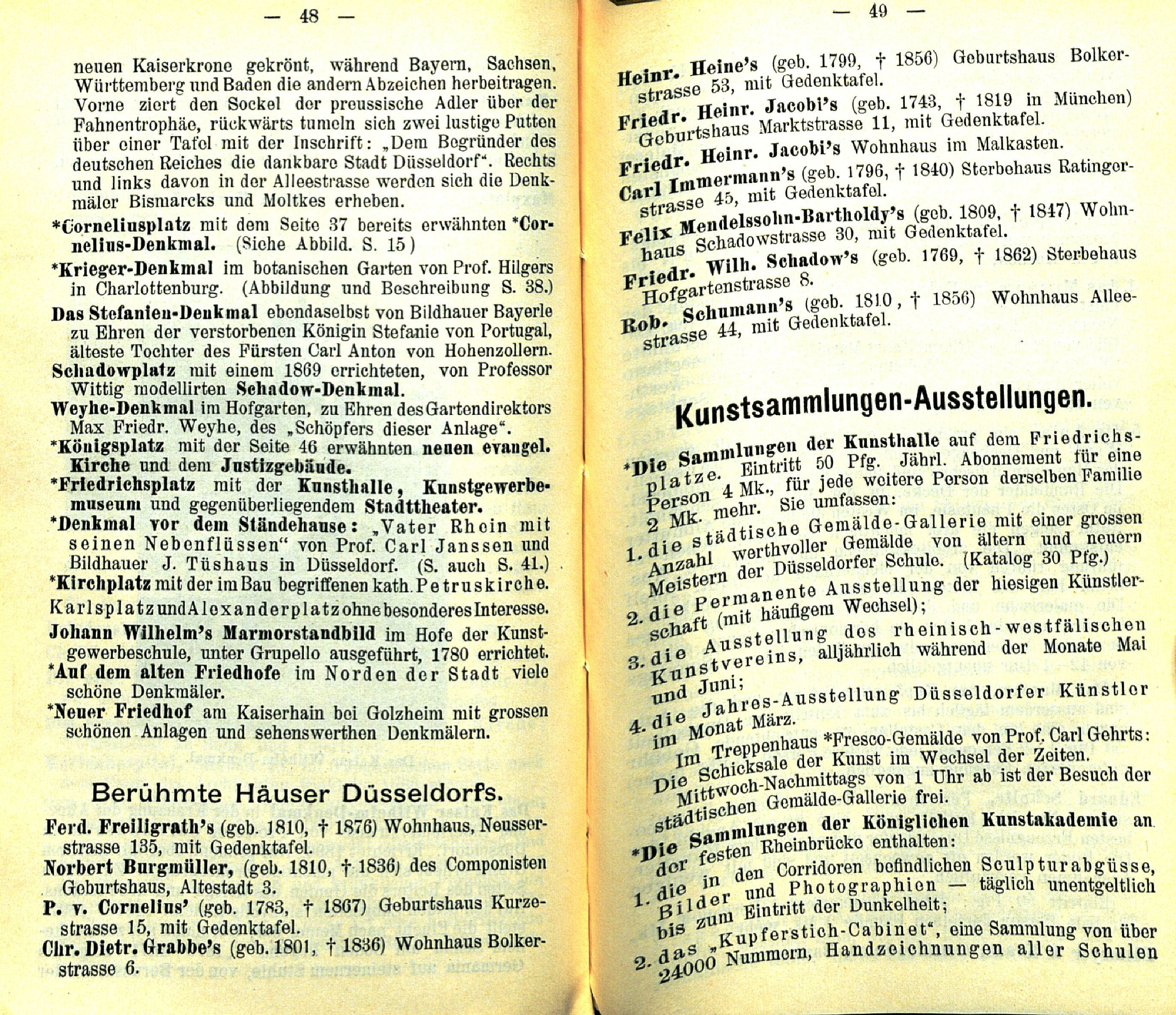
Stadtführer 1898, von August Hofacker

### Architektur
Das Gebäude erhielt im Jahre 1902 einen Umbau nach Entwürfen des Architekten Richard Hultsch. Im Erdgeschoss befanden sich messingverkleidete Schaufensterrahmen. Die Obergeschosse sowie der Flur und das Treppenhaus zeigten teures Baumaterial. So war die Fassade des Obergeschosses mit Sandstein, Marmor und Bronzeschmuckteilen ausgestattet.

„Das Geschäftshaus Schadowstrasse Nr. 30 – das Mendelssohnhaus – wurde im Jahre 1902 durch den Architekten Richard Hultsch teilweise unter Benutzung vorhandener Seitengebäude umgebaut. (Die Neubauteile sind im Grundrisse schraffiert.) (Abb. 474) Über dem messingverkleideten Schaufensterrahmenwerke bauen sich die Obergeschosse aus Sandstein mit Marmor- und Bronzeschmuckteile auf. Ladeneingangsflur und Treppenhaus haben gleichfalls reichere Ausstattung in edlen Baumaterialien erfahren (Abb. 473). Neu- und Umbaukosten betrugen insgesamt 180 000 M.“

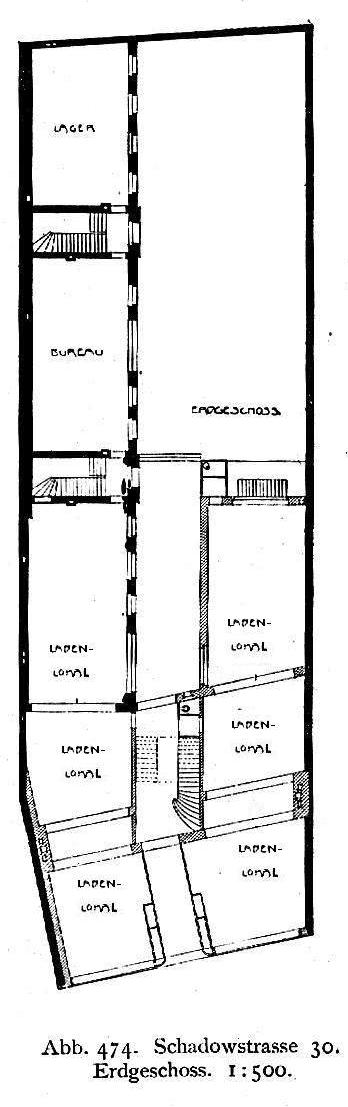
Grundriss
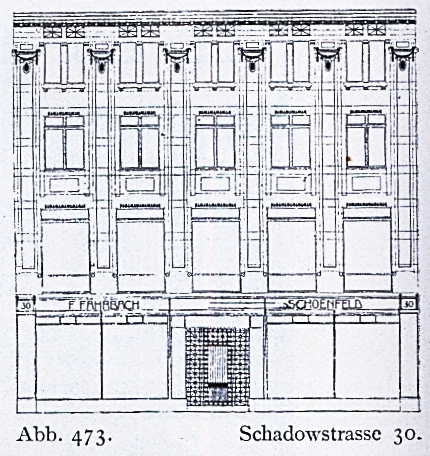
Ansicht der Fassade